# ActiveX
ActiveX在广义上是指微软公司的整个COM架构，但是现在通常用来称呼基于标准COM接口来实现对象链接与嵌入（OLE）的ActiveX控件。后者是指从VBX发展而来的，面向微软的Internet Explorer技术而设计的以OCX为扩展名的OLE控件。通过定义容器和组件之间的接口规范，如果编写了一个遵循规范的控件，那么可以很方便地在多种容器中使用而不用修改控件的代码。同样，通过实现标准接口调用，一个遵循规范的容器可以很容易地嵌入任何遵循规范的控件。由于OLE在ActiveX控件中的应用的普及，现在OLE技术中只有少数独立于ActiveX技术，例如复合文档。

## 簡介
一些浏览器，例如Internet Explorer、Google Chrome、网景浏览器等等现在或曾经都在不同程度上支援ActiveX控件。这允许网页通过脚本和控件交互产生更加丰富的效果，同时也带来一些安全性的问题。Internet Explorer和一些其他应用程序同时支援ActiveX Documents接口规范，允许在一个应用程序中嵌入另一个支持这个规范的应用程序。很多应用软件，例如微软的Microsoft Office系列和Adobe的Acrobat Reader都实现了这个规范。
服务器端ActiveX组件通常是指运行在服务进程中的组件。一个典型应用是在IIS中运行的ASP脚本创建的ActiveX Data Objects，也称ADO。
市场上有很多开发工具支援开发和使用ActiveX控件。
ActiveX Documents泛指一般採用ActiveX技術作為接口所使用的文件，最早始於2000年左右，當時由於網際網路的興起，當時的軟體巨擘微軟为打敗當時崛起的瀏覽器Netscape所使出策略，當時市場處於弱勢的IE想要將當時微軟市佔率最高的office文件應用於IE上，好打敗Netscape，故使出讓IE瀏覽器不需將Office的文件轉換成標準的HTML網頁也能讀取甚至修改編輯，因此2000後的IE均提供直接開啟ActiveX Documents（如.doc.ppt...等副檔名）之文件，這項策略果然在數年後，將Netscape完全逐出市場。而由於Office的文件只有微軟能解讀，因此後來的瀏覽器如Google的Chrome就不能直接打開如PPT或DOC等檔案，不過隨著雲端運算的興起，相信這情況將會改變。

## 運作原理
使用ActiveX元件
1. 每一個ActiveX元件都各自用一個唯一的GUID編碼在登錄資訊的HKEY_LOCAL_MACHINE\SOFTWARE\Classes\CLSID\[2]與HKEY_CLASSES_ROOT\CLSID\之處註冊其DLL檔案路徑。多個ActiveX元件可以放在同一個dll檔案內，但是所有開放使用的ActiveX元件都必須以各自的GUID編號登記在登錄資訊裡。
2. 當該ActiveX元件的dll檔，使用LoadLibrary[3]或LoadLibraryEx[4]的API載入後，以GetProcAddress[5]取得DllGetClassObject[6]這個定義在該dll檔裡的函數的進入點。
3. 接著呼叫DllGetClassObject，以取得IClassFactory[7]的指標。
4. 再經由IClassFactory去CreateInstance[8]，進行該ActiveX元件初始化的後續操作。

## 安全性
由於Microsoft在Windows內建許多ActiveX，因此導致一些惡意的網站曾經利用這些ActiveX進行自動安裝病毒或後門。
例如：
- Scripting.FileSystemObject，這個ActiveX可操作新增或修改檔案內容。[9]
- WbemScripting.SWbemLocator，這個ActiveX可操作WMI，進而存取登錄資訊。[10]
- WScript.Shell，這個ActiveX可從瀏覽器之中直接執行外部的執行檔。[11]

因此，Microsoft陸續在IE上增加2種封鎖ActiveX執行的方法。先是在2007年加上ActiveX相容性旗標（Killbit）功能，經由ActiveX元件開發廠商的向Microsoft回報後，由Windows Update發佈KillBit的更新。而後又在IE 9以後的版本加上ActiveX Filtering功能，讓IE的瀏覽者能夠自訂是否封鎖特定的ActiveX元件。

## 淘汰
在2015年7月29日發行的Windows 10，會以不支援ActiveX的Microsoft Edge瀏覽器，取代使用多年的Internet Explorer做為Windows預設瀏覽器。但為相容性需要，Windows 10仍內建Internet Explorer 11供使用者選用。

## 相關
- ADO
- NPAPI
- IUnknown